# Konrad von Jungingen
Konrad von Jungingen (ur. ok. 1355, zm. 30 marca 1407 w Malborku) – 25. wielki mistrz zakonu krzyżackiego w latach 1393–1407.

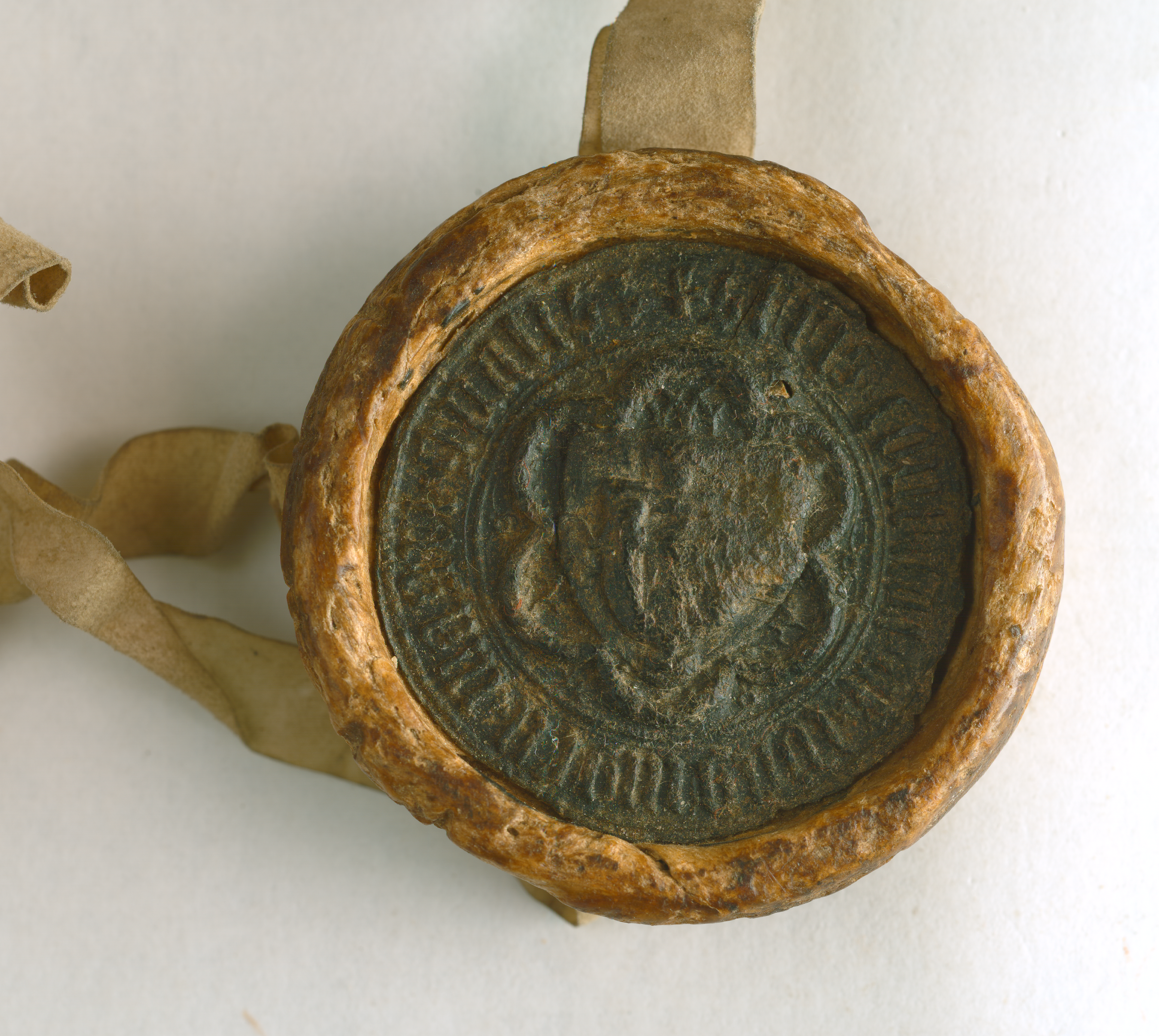
Pieczęć Konrada von Jungingen, wielkiego mistrza zakonu krzyżackiego

## Życiorys
Konrad von Jungingen pochodził z rycerstwa Szwabii. Do zakonu krzyżackiego wstąpił wraz z młodszym bratem Ulrichem około 1380. Z początku był komturem domowym na zamku w Ostródzie. W 1391 awansował na podskarbiego malborskiego. Po śmierci Konrada von Wallenroda kapituła generalna 30 listopada 1393 roku ogłosiła go jednogłośnie wielkim mistrzem.
Konrad von Jungingen od samego początku pełnienia swoich funkcji zdecydowanie opowiedział się za kontynuowaniem polityki zakonu swoich poprzedników. W odróżnieniu jednak od nich wybrał drogę nie wojny a dyplomacji. W swoich działaniach próbował skłócić ze sobą wielkich książąt litewskich – raz popierając Witolda, innym razem opowiadając się za Świdrygiełłą. Starał się także doprowadzić do osłabienia unii polsko-litewskiej oraz zwierzchnictwa Jagiełły nad Wielkim Księstwem.
W czasie jego panowania państwo zakonne osiągnęło największy zasięg terytorialny, a gospodarka była w rozkwicie. Dzięki zręcznej polityce pozyskał w 1398 Żmudź na mocy pokoju na wyspie Salin. W 1402 roku, wykorzystując problemy finansowe elektora brandenburskiego, Zygmunta Luksemburskiego wykupił Nową Marchię. Nabytki terytorialne przynosiły jednak nie tylko korzyści. W Nowej Marchii lokalne rycerstwo zbrojnie sprzeciwiało się dyktatorskiej władzy Zakonu, na Żmudzi wybuchały z kolei powstania ludowe wspierane przez Litwinów.
W polityce bałtyckiej zmuszony był stanąć do konkurencji z nowo powstałą unią kalmarską. Konflikt interesów, którego przyczyną było opanowanie przez Krzyżaków w 1398 roku wyspy Gotlandii, siedliska piratów bałtyckich, spowodował długoletnie napięte stosunki z Danią, Szwecją i Norwegią.
Zagrożenie wojną ze wszystkich stron zmusiło Konrada von Jungingena do szukania porozumienia z jednym z rywali. Konrad zdecydował się na gesty życzliwości wobec Jagiełły. Od 1401 roku słał poselstwa z darami do Krakowa. W 1404 roku udało mu się zawrzeć z polskim królem pokój w Raciążku, w którym za cenę ustępstwa w sprawie ziemi dobrzyńskiej, uzyskał potwierdzenie ustaleń z wyspy Salin odnośnie Żmudzi oraz uzyskał pokój ze stroną polsko-litewską.
Zmarł po długiej chorobie 30 marca 1407 w Malborku. Pochowany został w mauzoleum wielkich mistrzów pod kaplicą św. Anny. Według Kroniki Gdańskiej umierający wielki mistrz Konrad V von Jungingen ostrzegać miał dostojników krzyżackich przed wyborem swego wojowniczego brata na następcę, nazywając go głupcem.

## Konrad von Jungingen w filmie
Postać Konrada von Jungingena pojawia się w filmie Krzyżacy w reżyserii Aleksandra Forda. Wcielił się w nią Janusz Strachocki. W serialu Korona królów rolę grali Arkadiusz Głogowski (Sezon III) i Krzysztof Olchawa (Korona królów. Jagiellonowie).